# ميلفين فالاداريس
ميلفين يوفاني فالإداريس كاستيلو (بالإسبانية: Melvin Valladares)‏ (مواليد 14 يوليو 1984 في تيجوسي جالبا) لاعب كرة قدم هندوراسي دولي يجيد اللعب في خط الهجوم. يلعب حاليا لصالح نادي ريال إسبانيا الهندوراسي منذ 2006.

## روابط خارجية
- ميلفين فالاداريس على موقع الاتحاد الدولي (مؤرشف)  (الإنجليزية)
- ميلفين فالاداريس على موقع قاعدة بيانات كرة القدم.إي يو (الإنجليزية)
- ميلفين فالاداريس على موقع ناشيونال فوتبول تيمز (الإنجليزية)
- ميلفين فالاداريس على موقع Soccerway.com (الإنجليزية)
- ميلفين فالاداريس على موقع كووورة